# Karida (Estland)
Koordinaten: 58° 18′ N, 22° 19′ O
Karida ist ein Dorf (estnisch küla) auf der größten estnischen Insel Saaremaa. Es gehört zur Landgemeinde Saaremaa (bis 2017: Landgemeinde Lääne-Saare) im Kreis Saare.

## Einwohnerschaft und Lage
Das Dorf hat 25 Einwohner (Stand 1. Januar 2016). Seine Fläche beträgt 12,38 km².
Der Ort liegt elf Kilometer nordwestlich der Inselhauptstadt Kuressaare. Westlich des Dorfkerns fließt der Fluss Kärla (Kärla jõgi).